# HMS Abdiel (M39)
HMS Abdiel (M39) là một tàu rải mìn được Hải quân Hoàng gia Anh Quốc chế tạo trong Chiến tranh Thế giới thứ hai. Là chiếc dẫn đầu của lớp tàu rải mìn mang tên nó, Abdiel đã phục vụ cùng Hạm đội Địa Trung Hải, Hạm đội Đông và Hạm đội Nhà trước khi bị chìm do trúng thủy lôi tại Taranto vào năm 1943. Cho dù được thiết kế như một tàu rải mìn, tốc độ nhanh và tải trọng lớn khiến nó phù hợp để hoạt động như tàu vận chuyển tốc độ cao.

## Lịch sử hoạt động

### Eo biển Anh Quốc
Vào ngày 22 tháng 3 năm 1941, dưới quyền chỉ huy của Đại tá Hải quân Edward Pleydell-Bouverie, Abdiel buộc phải cắt ngắn chuyến đi chạy thử máy nghiệm thu khi được lệnh rải mìn nhằm mục đích ngăn chặn các thiết giáp hạm Đức Quốc xã Scharnhorst và Gneisenau thoát ra khỏi Brest, Pháp. Trong các ngày 23và 28 tháng 3, Abdiel đã cùng với Intrepid, Impulse và Icarus, có các tàu khu trục Kipling, Kelly và Jackal hộ tống, rải mìn ở khu vực phụ cận Little Sole và 40 dặm về phía Tây Tây Nam Brest.
Từ ngày 17 đến ngày 30 tháng 4 năm 1941, Abdiel cố gắng hoàn tất chương trình chạy thử máy, nhưng một lần nữa phải bỏ dỡ khi được lệnh tham gia cùng tàu tuần dương Dido và các tàu khu trục Kelly, Kipling, Kelvin, Jackal và Jersey. Lực lượng này được chuyển từ Plymouth đến Gibraltar, chất đầy hàng tiếp liệu với điểm đến cuối cùng là Malta. Các con tàu này sau đó gia nhập Hạm đội Địa Trung Hải.

### Địa Trung Hải
Từ ngày 24 đến ngày 28 tháng 4 năm 1941, trong khuôn khổ "Chiến dịch Dunlop", Abdiel cùng với Dido và các tàu khu trục Janus, Jervis và Nubian đã vận chuyển hàng tiếp liệu hải quân từ Malta đến Alexandria.
Vào ngày 21 tháng 5 năm 1941, dưới quyền chỉ huy của Đại tá Edward Pleydell-Bouverie, Abdiel rải một bãi mìn 150 quả ngoài khơi Akra Dhoukaton, tại mũi Dukato, phần cực Nam của đảo Lefkada trong vùng biển Ionian. Ngay tại đây cuối ngày hôm đó, tàu khu trục Ý Carlo Mirabello 1.840 t (1.810 tấn Anh) và pháo hạm Pellegrino Matteucci cùng các tàu vận tải Đức Kybfels 7.764 t (7.641 tấn Anh) và Marburg 7.564 t (7.445 tấn Anh) đã bị đắm do trúng thủy lôi.
Trong đêm 26–27 tháng 5, được tàu khu trục Hero (chỉ huy: Trung tá Hải quân H.W. Biggs) và tàu khu trục Australia HMAS Nizam (chỉ huy: Thiếu tá Hải quân M.J. Clark) hộ tống, Abdiel đã cho đổ bộ 800 lính biệt kích Commandos lên vịnh Suda. Đến ngày 31 tháng 5 năm 1941, nó khởi hành từ Alexandria đi cùng với tàu tuần dương hạng nhẹ Phoebe (chỉ huy: Đại tá G. Grantham) và ba tàu khu trục. Trong đêm tiếp theo chúng đã giúp triệt thoái 4.000 binh lính khỏi đảo Crete. Từ tháng 12 năm 1942 đến tháng 4 năm 1943, phối hợp với tàu ngầm rải mìn Rorqual và tàu chị em Welshman, Abdiel đã rải nhiều bãi mìn tại khu vực eo biển Sicilia, lên đến khoảng 2.000 quả.
Ngày 9 tháng 1 năm 1943, sau khi Abdiel rải một bãi mìn ngang tuyến đường triệt thoái của phe Trục từ Tunisia, một đoàn tàu vận tải Ý đã đi qua khu vực này; tàu khu trục Ý Corsaro 1.645 t (1.619 tấn Anh) bị chìm trong khi tàu khu trục Maestrale 1.440 t (1.420 tấn Anh) bị hư hại nặng. Đến ngày 3 tháng 2 năm 1943, một đoàn tàu vận tải Ý khác lại đi vào một bãi mìn do nó rải về phía Nam đảo Marettimo, ngoài khơi mũi cực Tây của Sicilia, làm mất chiếc tàu khu trục Saetta 1.225 t (1.206 tấn Anh) và tàu phóng lôi Uragano 910 t (900 tấn Anh).
Vào ngày 8 tháng 3 năm 1943, Abdiel lại rải một bãi mìn trên tuyến đường triệt thoái của phe Trục, cách 30 nmi (56 km) về phía Bắc mũi Bon, Tunisia. Đến ngày 24 tháng 3, một đoàn tàu vận tải đi qua khu vực này, và hai tàu khu trục Ý Ascari 1.645 t (1.619 tấn Anh) và Lanzerotto Malocello 2.125 t (2.091 tấn Anh) đã bị mất. Vào ngày 3 tháng 4 năm 1943, Abdiel rải một bãi mìn giữa hai bãi X-2 và X-3 của Ý, mà vị trí được phía Đồng Minh khám phá nhờ giải mật mã và các tài liệu thu được. Đến ngày 7 tháng 4, một đoàn tàu vận tải đi qua khu vực này khiến tàu phóng lôi Ý Ciclone 910 t (900 tấn Anh) bị mất.

### Bị đánh chìm
Dưới quyền chỉ huy của Đại tá David Orr-Ewing, Abdiel bị đắm bởi mìn tại cảng Taranto, Ý vào ngày 10 tháng 9 năm 1943. Các quả mìn chỉ được hai chiếc tàu phóng lôi Đức S-54 và S-61 rải vài giờ trước đó khi chúng rời cảng. Abdiel, đang vận chuyển Tiểu đoàn Nhảy dù 6 (Welch) thuộc Sư đoàn Nhảy dù 1 Anh Quốc, chiếm lấy vị trí neo đậu mà trước đó bị chỉ huy của tàu tuần dương Mỹ USS Boise từ chối. Không lâu sau nữa đêm, hai quả mìn đã phát nổ ngay bên dưới Abdiel và chiếc tàu rải mìn chìm chỉ trong vòng ba phút với tổn thất nhân mạng nặng nề cho cả số hành khách lẫn thủy thủ đoàn. Sư đoàn Nhảy dù bị tổn thất 58 người tử trận và khoảng 150 người bị thương, trong khi có 48 trong số thành viên thủy thủ đoàn thiệt mạng. Một báo cáo không được xác nhận cho rằng thiết bị khử từ đã được tắt đi để giảm tiếng ồn nhằm cho phép binh lính nghỉ ngơi tốt hơn.
Một trong những quân nhân thuộc Sư đoàn Nhảy dù 1 còn sống sót và bị bắt làm tù binh, Hạ sĩ Alan Bell, cho rằng thiết bị khử từ trên chiếc Abdiel được cấp điện bởi hai bộ ắc-quy, gồm một bộ hoạt động và một được nạp lại điện; chúng được tắt điện và hoán đổi với nhau lúc khoảng nữa đêm. Chỉ vài giây sau khi thiết bị được tắt để hoán đổi ắc-quy, quả mìn đã bị thu hút bởi lườn tàu của Abdiel và đã phát nổ khiến nó bị đắm.